# Référendum constitutionnel malien de 1992
Le  référendum constitutionnel malien de 1992 a lieu le 12 janvier 1992 afin de permettre à la population du Mali de se prononcer sur une nouvelle constitution.
Le projet est approuvé par 99 % des suffrages exprimés.

## Contexte
Arrivé au pouvoir en 1968 par un coup d'Etat, Moussa Traoré dirige un régime autoritaire à parti unique depuis 23 ans sous l'égide de l'Union démocratique du peuple malien lorsqu'il est lui même renversé en mars 1991 par un coup d’État. Organisé à la suite d'une sanglante répression d'un soulèvement populaire du 22 au 24 mars 1991, qui cause plus de 200 morts, le coup d’État voit la mise en place du Comité de transition pour le salut du peuple (CTSP), présidé par Amadou Toumani Touré. Ce dernier édicte l'Acte fondamental no 1 le 31 mars 1991, dans lequel il promet une transition démocratique.
Une conférence nationale est organisée par le CTSP du 29 juillet au 12 août 1991, aboutissant à la rédaction d'un projet de nouvelle constitution. Cette dernière réinstaure le multipartisme dans le cadre d'un régime présidentiel où le président de la République est élu pour un mandat de cinq ans renouvelable une seule fois, avec un parlement unicaméral, l'Assemblée nationale. La liberté de la presse et la liberté syndicale sont rétablies.

## Résultats
| Choix                     | Votes     | %     |
| ------------------------- | --------- | ----- |
| Pour                      | 2 212 354 | 99,00 |
| Contre                    | 22 347    | 1,00  |
|                           |           |       |
| Votes valides             | 2 234 701 | 98,17 |
| Votes blancs et invalides | 41 590    | 1,83  |
| Total                     | 2 276 291 | 100   |
| Abstention                | 3 102 451 | 57,68 |
| Inscrits/Participation    | 5 378 742 | 42,32 |

## Conséquences
La nouvelle constitution est approuvée à la quasi-unanimité des votants, le taux de participation n'atteignant cependant qu'un peu plus de 42 % des inscrits. La nouvelle constitution entre en vigueur le 25 février 1992.
Des élections législatives sont entre temps organisées, suivie d'une élection présidentielle en avril. Cette dernière, à laquelle Amadou Toumani Touré n'est pas candidat, voit la victoire d'Alpha Oumar Konaré, qui devient le premier président du Mali démocratiquement élu au scrutin direct.
L'ancien président Moussa Traoré est emprisonné en 1992 avant d'être condamné à mort l'année suivante. Sa peine est cependant commuée en prison à vie par Alpha Oumar Konaré, ce dernier finissant par le gracier en mai 2002, un mois avant la fin de son deuxième et dernier mandat.